# Ludia laeta
Ludia laeta är en fjärilsart som beskrevs av Jordan 1922. Ludia laeta ingår i släktet Ludia och familjen påfågelsspinnare. Inga underarter finns listade i Catalogue of Life.